# Darren Junee
Pas d'image ? Cliquez ici

a Compétitions nationales et continentales officielles uniquement.

b Matchs officiels uniquement.
Dernière mise à jour le 5 février 2024.
Darren Junee, né le 2 juillet 1969 à Darlinghurst (Australie), est un joueur de rugby à XV qui a joué avec l'équipe d'Australie, évoluant au poste d'arrière.
Il a fait l'essentiel de sa carrière au rugby à XV et au rugby à sept, en fin de carrière il a joué au rugby à XIII, de 1995 à 1998, avec les Sydney Roosters.

## Biographie
Il a disputé son premier test match le 4 novembre 1989 contre la France. Son dernier test match fut contre la Nouvelle-Zélande, le 17 août 1994.
Il a fait quatre tournées avec les Wallabies : Canada et France en 1989, Nouvelle-Zélande en 1990, Afrique du Sud et Grande Bretagne en 1992.
De 1990 à 1993 il a aussi représenté l'Australie au rugby à sept.

## Statistiques en équipe nationale
- 4 test matchs avec l'équipe d'Australie de rugby à XV
- 26 matchs avec l'équipe d'Australie de rugby à XV